# Voorne aan Zee
Voorne aan Zee est une municipalité située sur l'île de Voorne-Putten dans l'ouest des Pays-Bas, dans la province de Hollande-Méridionale. La municipalité couvre une superficie de 189,82 km2 dont 67,99 km2 d'eau. Elle comptait 73 873 habitants en 2022.
La commune de Voorne aan Zee a été formée le 1er janvier 2023, par la fusion des anciennes communes de Brielle, Hellevoetsluis et Westvoorne (elle-même formée le 1er janvier 1980, par la fusion des anciennes communes d'Oostvoorne et de Rockanje).